# Dora Doll
Dorothea Hermina Feinberg (1922- 2015), coneguda com a Dora Doll va ser una actriu francesa.
Va contreure matrimoni amb Raymond Pellegrin des de 1949 al 1955, i després amb François Deguelt. Va ser mare de DAnielle. Compta amb una extensa filmografia.
Va ser condecorada amb l'Ordre Nacional del Mèrit.

## Filmografia
- 1958, The Young Lions
- 1964, Any Number Can Win
- 1964, Une souris chez les hommes
- 1983, Julien Fontanes, magistrat
- 1987, Les keufs
- 1988, Once More
- 2000, Tide of Life
- 2000, Most Promising Young Actress
- 2006, Hey Good Looking